# Ondrašová
Ondrašová (in ungherese Turócandrásfalva, in tedesco Andreasdorf) è un comune della Slovacchia facente parte del distretto di Turčianske Teplice, nella regione di Žilina.